# Andale
Andale är en ort i Sedgwick County i Kansas. Vid 2010 års folkräkning hade Andale 928 invånare.